# Ringkällmyrberget

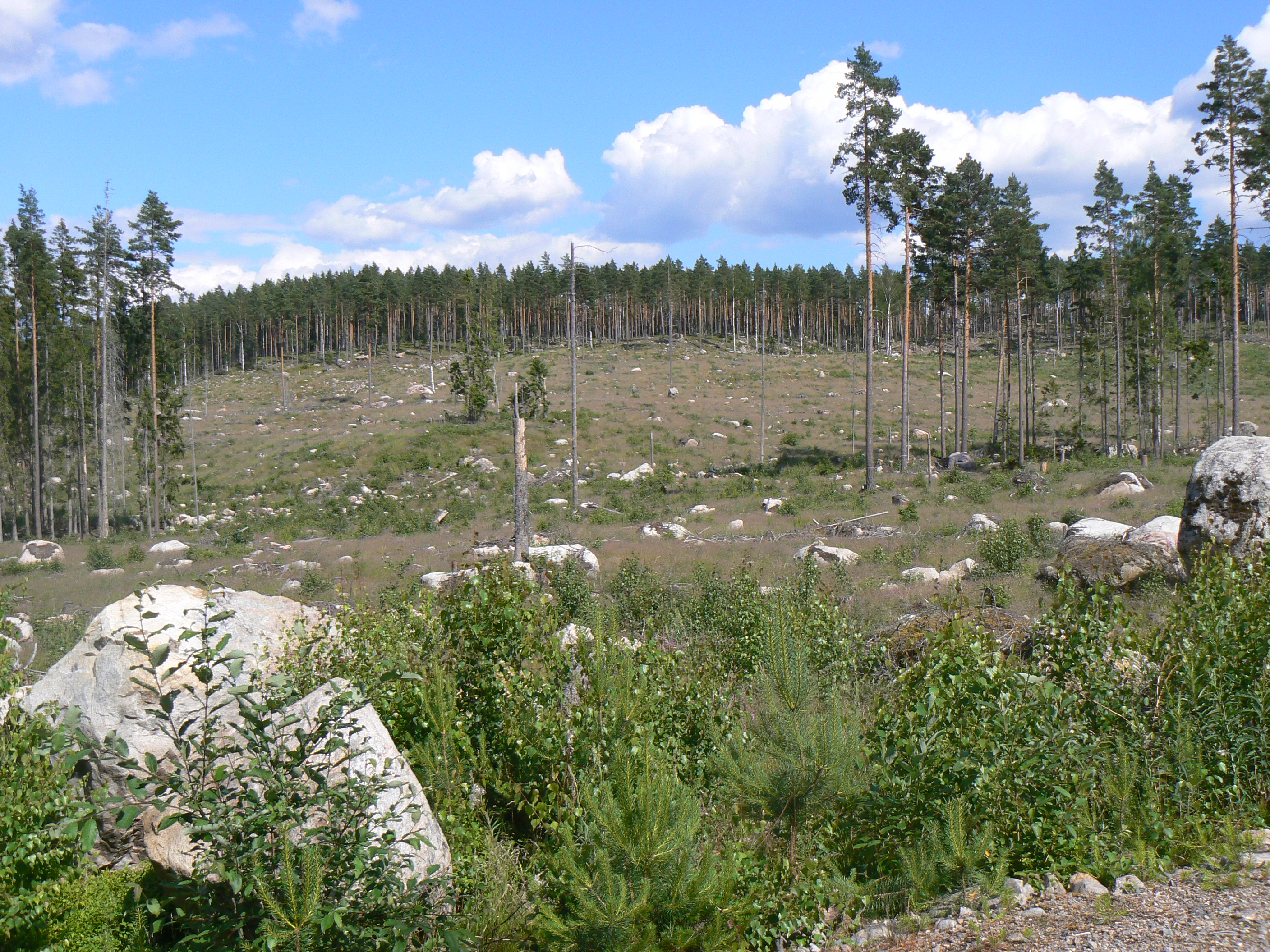
Vy mot Ringkällmyrbergets topp från området mellan denna och Löpholsberget.

Ringkällmyrberget är en av två bergstoppar på ett litet massiv i Vika socken i Falu kommun i Dalarna. Toppen når cirka 250 m ö.h., cirka 50–100 meter över omgivningen (beroende på sida). Namnet kommer av Ringkällmyran, en sankmark vid foten av den norra, brantaste sluttningen. Massivets andra topp är det 264 m ö.h. höga Löpholsberget. Berget täcks av skogsmark där de dominerande trädslagen är barrträd. Det geografiska läget är någon kilometer nordost om Gringsbo utanför Falun.